# Crawfurdia crawfurdioides
Crawfurdia crawfurdioides là một loài thực vật có hoa trong họ Long đởm. Loài này được (Marquand) H.Sm. mô tả khoa học đầu tiên năm 1965.